# Budislav (okres Svitavy)
Budislav (německy Budislau) je obec v okrese Svitavy v Pardubickém kraji. Žije zde 508 obyvatel.
Budislav je rozlehlá vesnice na okraji Hornosvratecké vrchoviny s velkým podílem rekreačních objektů. Přímo v ní se nachází několik pískovcových útvarů (Velké a Malé Hradisko) navazujících na Toulovcovy a Městské maštale s pískovcovými skálami. Celá oblast je sdružena do Mikroregionu Toulovcovy maštale. V oblasti je síť značených cyklostezek.

## Historie
Vesnice vznikla asi ve 13. století. Již samo jméno Budislav ukazuje na velmi starý původ, ještě z doby staroslovanské. Na místě vymýceného lesa byla založena vesnice s polnostmi. Spisovatel H. Jireček odvozuje jméno vesnice od Budislava - syna Miroslava z Popova Dolu, jenž byl podepsán na listině zvané „Hlava“ z roku 1226. „Hlava“ byl zvláštní útvar staročeského práva, náležející ke „společné poruce“. První písemná zmínka o obci pochází z roku 1313. Toho roku držel vesnici Budislav Přebek z Vlkova, který ji dostal věnem.
Koncem 14. a začátkem 15. století patřila Budislav s blízkým Jarošovem, Mladočovem a Desnou zámožnému litomyšlskému měšťanovi Vavřinci Toulovcovi. 
Po vydání tolerančního patentu roku 1781 císařem Josefem II. dosáhli evangelíci náboženské svobody. V důsledku toho roku 1806 založili budislavští evangelíci svůj hřbitov v „Na Klínku“.
Roku 1824 byla v Budislavi zásluhou rychtáře J. Holce povolena škola. Pro školu byla najata místnost v chalupě č. 32 a tam se učilo 10 let. Poté byla vystavěna v letech 1843–1844 v Budislavi působením děkana litomyšlského Františka Paula nová školní budova. V roce 1878 se v Budislavi začalo vyučovat ženským ručním pracím a v roce 1883 byla otevřena při zdejší škole třetí třída. V roce 1892 byla postavena první hasičská zbrojnice. K novému spolku se přihlásilo hned 50 členů. Také byl založen spolek divadelních ochotníků.
Po ukončení 1. světové války byly na jaře 1919 vysázeny dvě lípy svobody, které nesly jména Masaryk a Wilson. Dne 19. března 1919 byla v Budislavi založena Tělocvičná jednota Sokol. Roku 1935 zanikl poslední mlýn v Budislavi. Na jaře roku 1936 se utvořilo v Budislavi družstvo pro zřízení elektrizace. Příštího roku byla v části Budislavi zavedena elektřina, a v roce 1943 byla již po celé obci. V červnu 1939 byla Budislav uznána letoviskem.

## Kamenné Sedliště
Částí obce Budislav je Kamenné Sedliště. Historii doby pobělohorské v Kamenném Sedlišti a jeho okolí objasňují dochované životopisy exulantů, zvláště pak osob z rodiny mlynáře Ondřeje Pakosty. Ondřej Pakosta si v Kamenném Sedlišti koupil v roce 1694 nově postavený mlýn s pilou. Mlýn v roce 1719 od základu vyhořel, ale rodina jej postavila znovu. V roce 1734 byl tento mlýn uprchlému Vavřinci Pakostovi zkonfiskován a poté prodán Jiřímu Kysilkovi. V rekatolizovaných Čechách se Pakostův rod tajně přidržoval své původní a zakázané českobratrské víry. Po prozrazení byl např. Vavřinec uvězněn, zbičován, odsouzen k nuceným pracím (přikován „ke káře“), poslán na vojnu, byly mu odebrány děti; uvězněn byl také jeho bratr Jiřík a těhotná Magdalena – té byla po porodu novorozená holčička odebrána... Dorota Pakostová odešla do exilu v červnu 1733, brzy po ní odešla její sestra Lidmila, Jiřík s rodinou uprchli 24. 3. 1734 (utíkalo se i z Budislavi, např. Kateřina Měkotová)... Exulanti ze Sedliště se uchýlili do saského Karlova (Grabiszyce Średnie), odtud odešli hromadně a v závěru svého putování došli do Berlína a vznikajícího Českého Rixdorfu. V Českém Rixdorfu se ve farním archivu bratrského sboru zachovala část jejich životopisů. Teréza Nováková se v předmluvě knihy o Janu Jílkovi zmiňuje i tom, že na hřbitůvku v Rixdorfu nalezla „desku zmučeného Vavřince Pakosty z Kamenných Sedlišť, jenž zemřel 16. ledna 1763“.

## Obyvatelstvo
| Rok            | 1869  | 1880  | 1890  | 1900  | 1910  | 1921  | 1930 | 1950 | 1961 | 1970 | 1980 | 1991 | 2001 | 2011 | 2021 |
| -------------- | ----- | ----- | ----- | ----- | ----- | ----- | ---- | ---- | ---- | ---- | ---- | ---- | ---- | ---- | ---- |
| Počet obyvatel | 1 423 | 1 270 | 1 186 | 1 085 | 1 115 | 1 041 | 998  | 697  | 702  | 606  | 501  | 435  | 435  | 449  | 446  |
| Počet domů     | 209   | 202   | 203   | 192   | 190   | 188   | 192  | 196  | 169  | 159  | 150  | 187  | 211  | 235  | 235  |

## Obecní správa

### Obecní symboly
Znak a vlajka byly obci uděleny rozhodnutím předsedy Poslanecké sněmovny Parlamentu České republiky dne 27. ledna 1997.

## Pamětihodnosti
- Kostel Boží lásky, moderní stavba na půdorysu srdce, dokončen 2005
- Hrob sovětských vojáků, uprostřed vesnice
- Myslivna s pamětní deskou Terézy Novákové
- Toulovcova rozhledna na Jarošovském kopci
- Několik původních roubených stavení
- Dům bratří Čapků

## Osobnosti
- Daniel Pakosta, exulant z Kamenného Sedliště (1726–1762), svěřenec kazatele Ondřeje Machera. Od června 1755 byl prvním českým luterským kazatelem v Berlíně.[5]

## Galerie

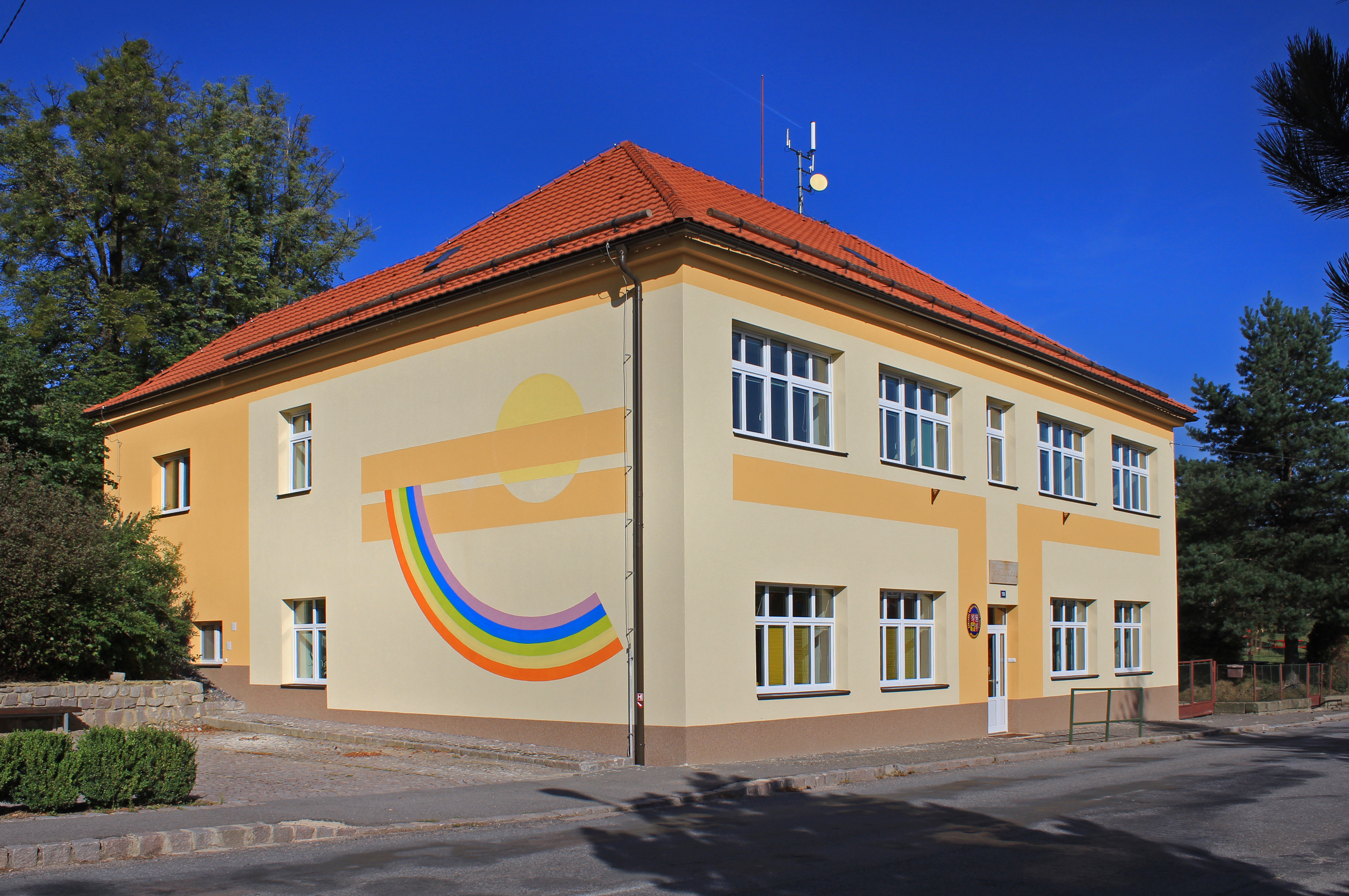
Základní škola
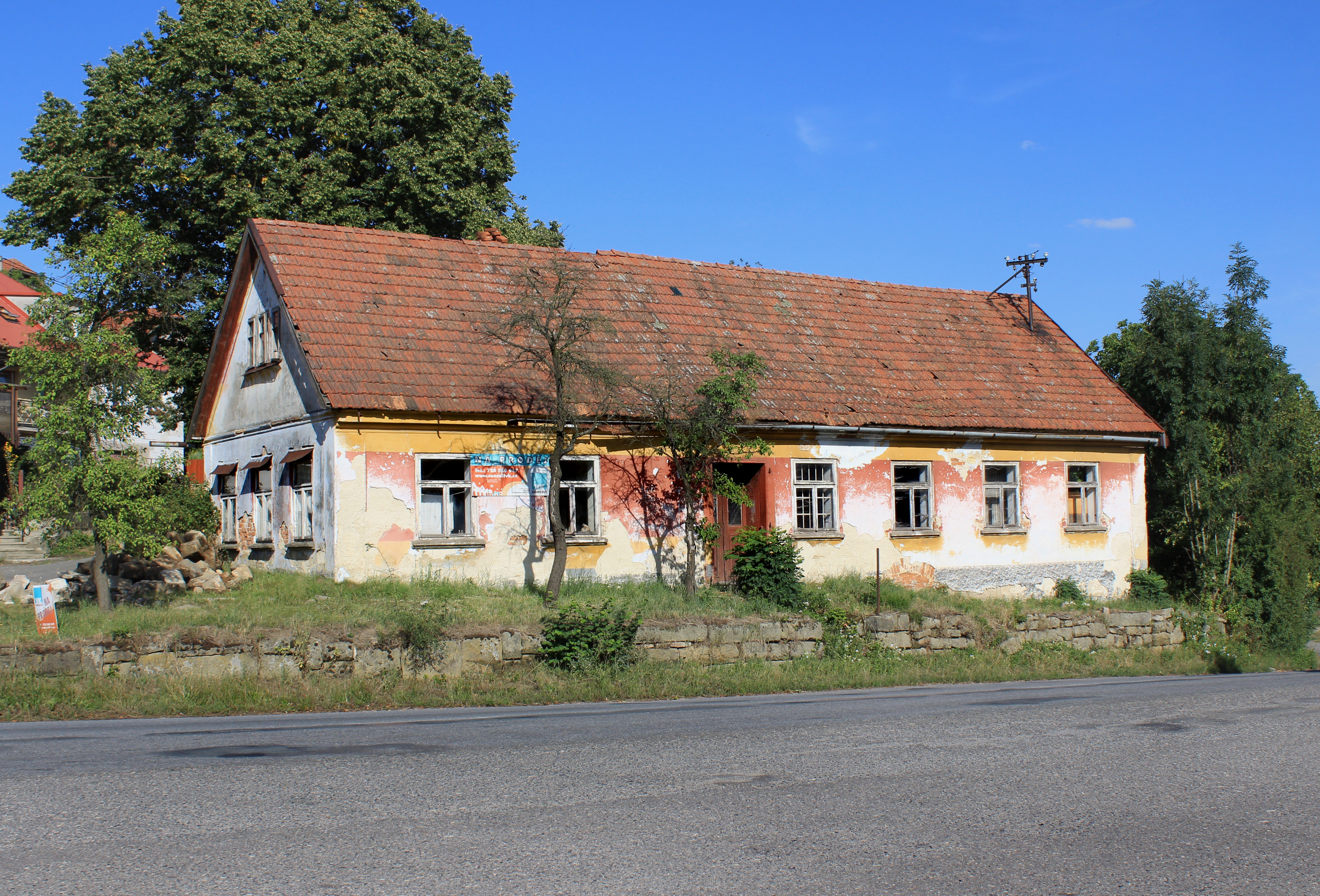
Dům čp. 33
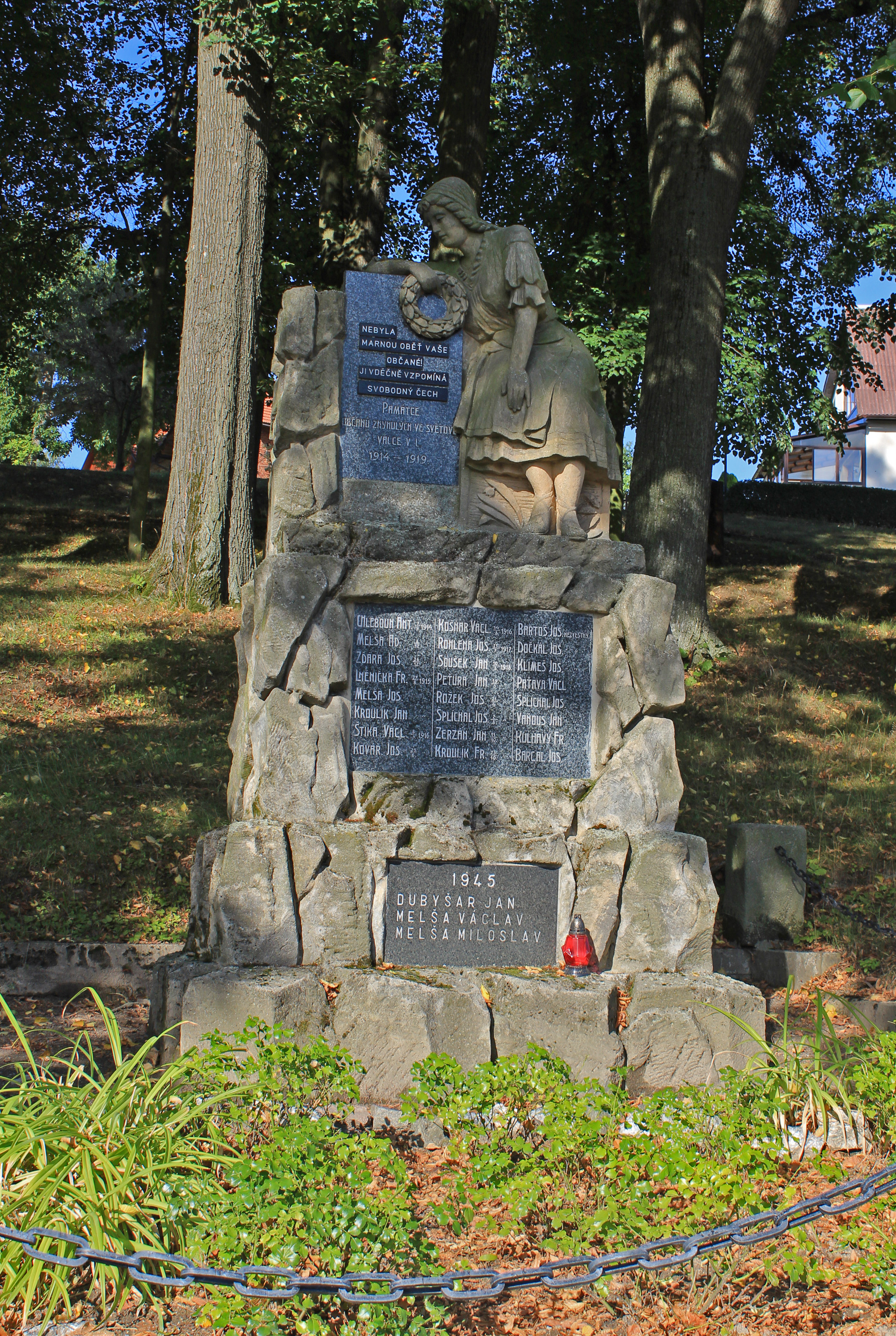
Památník obětem obou válek
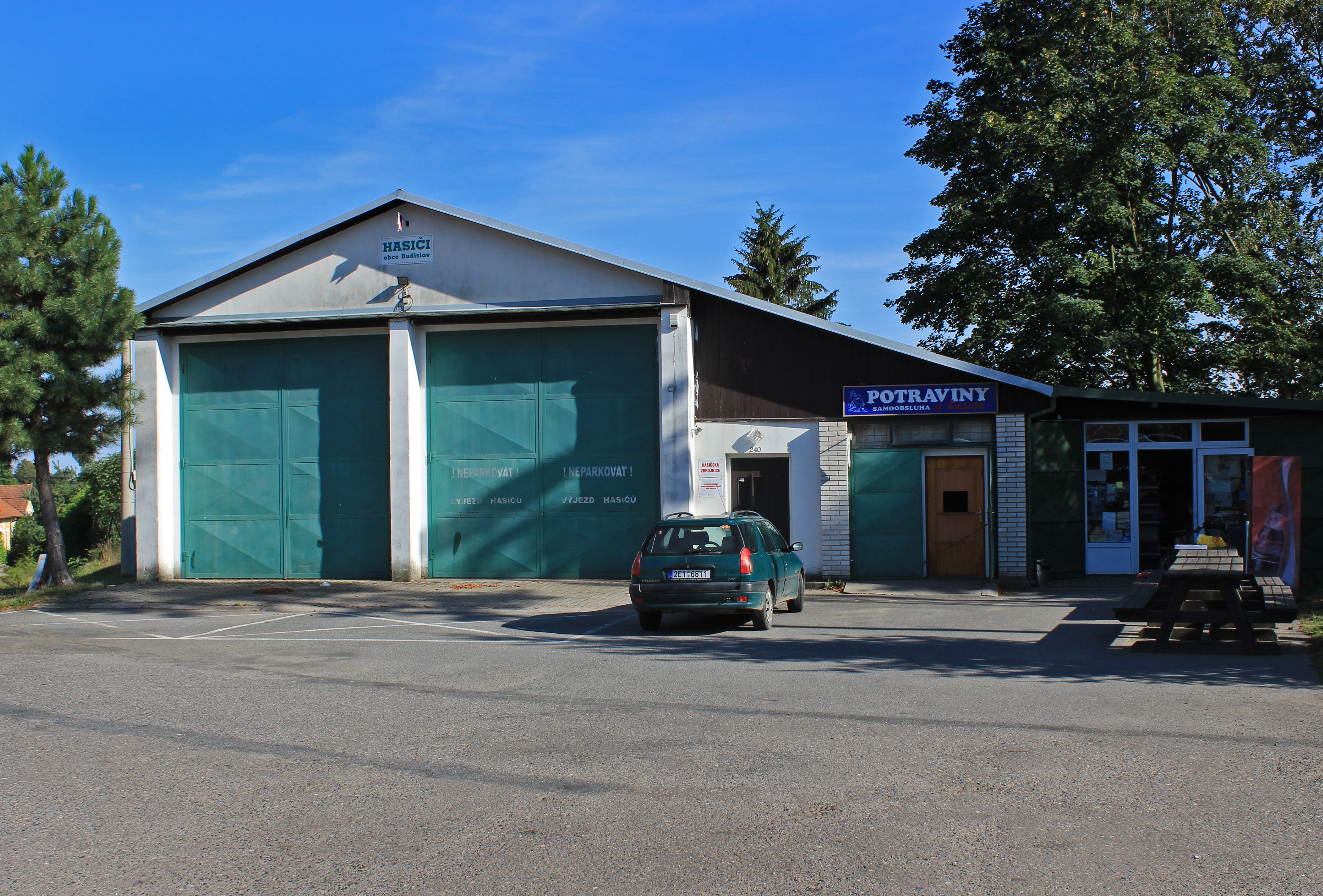
Hasičská zbrojnice